# Купшульсола
Купшульсола (мар. Купшыльо) — деревня в Советском районе Республики Марий Эл. Входит в состав Ронгинского сельского поселения.

## География
Находится в центральной части республики Марий Эл на расстоянии приблизительно 4 км по прямой на юг от районного центра посёлка Советский.

## История
Известна с 1793 года как выселок из села Покровского (ныне Ронга) с 2 дворами. В 1915 году здесь было 23 двора, в 1924 году — 31, 1933 году — 33 двора. В 1940 году здесь проживали 120 человек, В 1956 году в деревне было 28 дворов, в 1980 году — 14 хозяйств. Постепенно от деревни осталось всего лишь несколько домов, в которых живут приезжающие на лето дачники. В советское время работал колхоз «Иошкар шудыр».

## Население
Население составляло 5 человек (все мари) в 2002 году, 2 в 2010.